# Строилова, Наталья Александровна
Ната́лья Алекса́ндровна Строи́лова (Хмелик; род. 7 декабря 1948 года, Москва) — детская писательница и журналистка, прозаик, киносценаристка, переводчица. Член Союза писателей Москвы. Дочь Александра Хмелика.

## Биография
Наталья Александровна Хмелик родилась 7 декабря 1948 года в семье Александра Хмелика.

### Семья
Наталья Александровна замужем. Проживает в Москве.
- Отец: Александр Хмелик.
- Мать: Людмила Матвеева.
- Сестра: Мария Хмелик.

## Публикации
- «Всё, как есть»[1] — журнальный вариант 1974 года: «Постарайся попасть по кольцу».

- Наталья Хмелик. «Постарайся попасть по кольцу»[3]. — Москва: «Физкультура и спорт», 1985. — ISBN В России международный стандартный книжный номер используется с 1987 года[4]. (недоступная ссылка)

- Наталья Хмелик. «Десант 4-го „А“»[5]. — Москва: «Детская литература»., 1988. — ISBN 5-08-001302-8.

- Наталья Хмелик. «Зелёная собака или Повесть о первоклассниках». — Москва: «Детская литература»., 1989. — ISBN 5-08-000475-4.

- Наталья Хмелик. Повесть «Длинные дни короткого лета»; входит в сборник «Лето с капитаном Грантом»[6] (Сергей Иванов, Сергей Александрович, Наталья Хмелик). — Москва: «Физкультура и спорт», 1990. — ISBN 5-278-00217-4.

## Журналистика
Наталья Хмелик сотрудничала с изданием «Совершенно секретно»:
- 01.03.2003 — «Кольчуга для багдадского диктатора»[8].
- 01.01.2003 — «Тегеран 2003».

Выступала на острые социальные темы:
- Грани. Ру/Общество; статья «Потенциальный папа не может быть натовцем» Наталья Хмелик, 15.02.2001[9]
- Грани. Ру/Политика; статья «Разглашение гостайны — это очень удобно»; Наталья Хмелик, 31.07.2001[10]
- «Семейное образование в разных странах мира»; Обзор подготовили: Наталья Хмелик, Familyeducation[11]

## Переводы
- Элвина Тоффлера:
  - «Метаморфозы власти»
  - «Третья волна» (в коллективе переводчиков: Москвина-Тарханова и др.) — вне серий.
  - «Шок будущего» (= «Футурошок») (в коллективе переводчиков: Мирер и др.) — вне серий.
- Найджела Хоторна:
  - «Чертог фантазии» (новеллы) («The Hall of Fantasy. Collection of Short Stories». From: N. Hawthorne. «Tales and Sketches» — «Сказки (Истории) и скетчи»).
- Айзека Азимова:
  - Сборники:
    - «Двухсотлетний человек» (Сборник рассказов; в коллективе переводчиков: Новиков и др.)
    - «Приход ночи» (Сборник рассказов; в коллективе переводчиков: Галь и др.)
    - Весь Азимов. «Я, робот» (в коллективе переводчиков: Орлов и др.)
    - «Миры Айзека Азимова». Книга 1 (в коллективе переводчиков: Орлов и др.)

  - Рассказы о роботах:
    - «Галактическая история»
    - «Лучший друг мальчика» (= «Лучший друг»)
    - «Мечты роботов» (Сборник; в коллективе переводчиков: Орлов и др.) — вне серий.